# Adam Nasielski
Adam Nasielski, ps. Bill Tramp (ur. 1 lipca 1911 w Warszawie, zm. 23 stycznia 2009 w Melbourne) – polski pisarz, prawnik i kryminolog, autor ponad 50 powieści kryminalnych, sensacyjnych, szpiegowskich i obyczajowych.

## Życiorys
Ukończył studia prawnicze i seminarium doktorów kryminologii na Uniwersytecie im. Józefa Piłsudskiego.
W 1937 wyjechał do Stanów Zjednoczonych na zaproszenie Fundacji Kościuszkowskiej. Tam ukończył doktorat, po czym wrócił do Polski. Podczas wojny obronnej 1939 żołnierz 15. warszawskiego pułku piechoty, następnie przedostał się do Aten i zgłosił się na ochotnika do RAF. Jego zgłoszenie zostało odrzucone ze względu na wadę wzroku. Wstąpił do armii francuskiej i w 1940 dostał się do niewoli hitlerowskiej. Uciekł do okupowanej Francji, gdzie rozpoczął pracę w FFI (Forces Françaises l’Intérieur). Oficjalnie pracował jako drwal Pierre Leclerre, nieoficjalnie – w wydziale kompilacji informacji od agentów z Niemiec i Holandii. Po zakończeniu II wojny światowej służył w brytyjskiej armii okupacyjnej Renu oraz pracował jako adwokat przy sądach Brytyjskiej Komisji Kontroli w Hamburgu.
Do Australii przybył w 1949. Pracował jako urzędnik w państwowym przedsiębiorstwie budującym tamy (Snowy Mountains Hydro-Electric Scheme). Opublikował 15 minipowieści w „Wiadomościach Polskich” oraz reportaże, polemiki i listy w paryskiej „Kulturze”. Po przejściu na emeryturę rozstał się z powieścią kryminalną. Zmarł w Cooma w 2009. Jest pochowany u stóp Góry Kościuszki.

## Twórczość
Początkowo pracował jako recenzent operowy, praktykując w dwóch warszawskich gazetach. W 1931 opublikował pierwszą powieść kryminalną – Strzał, którą rozpoczął błyskotliwą karierę pisarza powieści kryminalnych i sensacyjnych. Jego mentorem był warszawski wydawca Stanisław Cukrowski, wspierał go również Marek Romański. W 1933 jego artykuły, felietony i reportaże były zamieszczane w wielu gazetach warszawskich. Już w 1934 uznawany za najpłodniejszego oraz (często) za najlepszego polskiego autora powieści kryminalno-sensacyjnych. Publikował po kilka powieści rocznie, głównie nadal w wydawnictwie Stanisława Cukrowskiego. Kilkutysięczne nakłady rozchodziły się bardzo szybko.
Do 1939 napisał ponad 45 powieści kryminalnych, dzięki czemu stał się najbardziej płodnym polskim pisarzem tego gatunku przed II wojną światową. Kilka kolejnych zapowiadanych przez autora powieści nie ukazało się lub są zaginione.
W 1951 wszystkie jego utwory zostały wycofane z polskich bibliotek oraz objęte cenzurą. Dopiero w 1991 wznowiono powieść Awantura w Chicago. Książki Nasielskiego są wznawiane sukcesywnie dopiero od 2013 w serii Kryminały przedwojennej Warszawy.
Jego książki były tłumaczone na języki: angielski, czeski, francuski, holenderski i niemiecki. Większość powieści Nasielski napisał we własnej willi w Zaleszczykach nad Dniestrem.
Twórca postaci Bernarda Żbika, inspektora urzędu śledczego w Warszawie. Żbik wystąpił w dziewięciu powieściach serii Wielkie gry Bernarda Żbika. Większość z nich ma charakter kryminałów zamkniętego kręgu, w stylu Agathy Christie, a sama postać Żbika nawiązuje metodami śledczymi do Herkulesa Poirota.
Wśród pozostałej twórczości Nasielskiego dominują utwory sensacyjne i sensacyjno-kryminalne, często inspirowane powieściami Edgara Wallace’a (o tym autorze Nasielski często wspomina we wstępach do swoich powieści). W dwóch z nich głównym bohaterem jest Adam Rawski, porucznik polskiego kontrwywiadu wojskowego, walczący z wywiadem radzieckim i niemieckim. Oddzielną grupą są najstarsze powieści szpiegowskie, dziejące się głównie w Londynie, w których jako agent obcego mocarstwa występuje Magnus von Bendorf, a honoru Wielkiej Brytanii broni grupa Secret Five. Powieści te bardzo nawiązują do serii powieści Edgara Wallace’a o Czterech Sprawiedliwych.
Niektóre powieści mają zabarwienie humorystyczne (Minus trzy, Węgierska awantura, Znak kwadratu, Kapitan Irena, R.).

### Wielkie gry Bernarda Żbika
- Alibi (1933; wznowiona 2013. Audiobook 2020)
- Opera śmierci (1934; wznowiona 2014. Audiobook 2020)
- Człowiek z Kimberley (1934; wznowiona 2014. Audiobook 2020)
- Dom Tajemnic (1935; wznowiona 2015), wyd. także jako Tajemnica psychiatry w „Co Tydzień Powieść”. (Wyd. jako audiobook Dom tajemnic w Wilanowie, 2020)
- Grobowiec Ozyrysa (1936; wznowiona 2015. Audiobook 2020), wersja skrócona wydana także jako Tajemniczy Zet w „Co Tydzień Powieść” 1937
- Skok w otchłań (1936; publikowana w odcinkach jako Eksperyment Inspektora Żbika, a także jako Mord w Soho w „Co Tydzień Powieść”, pod ps. Bill Tramp; wznowiona 2015) Wyd. jako audiobook 2020.
- Puama E. (1936; wznowiona 2016. Audiobook 2020), wersja skrócona wydana także jako Mord w sanatorium w "Dzienniku porannym" 1937 oraz jako Tajemniczy X w „Co Tydzień Powieść” 1938
- As Pik (1938; wznowiona 2017. Audiobook 2020)
- Koralowy Sztylet (1937; „Co Tydzień Powieść”; wznowiona 2017. Audiobook 2021)

### Powieści sensacyjne z porucznikiem Adamem Rawskim
- Fort Grozy (1932; wznowiona 2016), wersja skrócona wydana także jako Bastion W3 w „Co Tydzień Powieść” 1937
- Gra ze śmiercią (1936; wznowiona 2020), wersja nieznacznie skrócona wydana także jako Śmiertelna gra w „Co Tydzień Powieść”, marzec 1936

### Powieści sensacyjne z Magnusem von Bendorfem i Secret Five (szpiegowskie)
- Strzał (1931; wznowiona 2016)
- Koncern B (1932, wznowiona 2021)
- R. (1935, wznowiona 2021)

### Pozostałe powieści kryminalno-sensacyjne
- Hydra (1933)
- Biały jacht (1934, wznowiona 2019), wersja nieznacznie skrócona wydana także jako Jacht zgrozy w „Co Tydzień Powieść” 1934
- Mamba (1934, wznowiona 2015)
- Gra o życie (wypad) (1934)
- Zielony lont (1934), wyd. także jako Kapitan James w „Co Tydzień Powieść”, 1934
- Centrala!!! (1935), wyd. także jako Człowiek w cieniu w „Co Tydzień Powieść”, 1935 pod ps. Bill Tramp
- Pociąg w nieznane (1935, wznowiona 2017), wyd. także jako Wąwóz trwogi w „Co Tydzień Powieść”, 1935 pod ps. Bill Tramp
- Skarb z Fernando Poo (1935), wyd. także jako Tajemnica pirata w „Co Tydzień Powieść” oraz jako Wyspa piratów w "Polska Zachodnia" 1935
- Znak kwadratu (1935, wznowiona 2020), pierwotnie zapowiadana pod tytułem Kakadu
- Kapitan Irena (1936, wznowiona 2022)
- Tajny raport (1936)
- Dyktator zwariował (1937)
- Awantura w Chicago (1937, 1991)
- Minus trzy (1937, wznowiona 2019), wersja nieznacznie skrócona wydana także jako Przygoda Urszuli w „Co Tydzień Powieść”, październik 1936
- Eksperyment Doktora Visconta (1937, wznowiona 2022), pierwotnie zapowiadana jako Niesamowity testament
- Piąty temat (1937)
- Narzeczona z kontrwywiadu („Co Tydzień Powieść”, czerwiec 1937, wznowiona 2020)
- Miłość szpiega („Co Tydzień Powieść”, kwiecień 1937)
- Mąż na gapę („Co Tydzień Powieść”, wrzesień 1937)
- Wielka nagroda („Co Tydzień Powieść”, wrzesień 1937)
- M32 („Co Tydzień Powieść”, listopad 1937)
- Złoto i krew („Co Tydzień Powieść”, styczeń 1938)
- Węgierska awantura („Co Tydzień Powieść”, marzec 1938, wznowiona 2020)
- Powiew śmierci („Co Tydzień Powieść”, maj 1938)
- Lista nr 2 („Co Tydzień Powieść”, czerwiec 1938)
- Diabeł z Manitoby („Co Tydzień Powieść”, październik 1938)
- Jedyny świadek („Co Tydzień Powieść”, maj 1939)
- Każdy medal ma dwie strony („Co Tydzień Powieść”, lipiec 1939)
- W pogoni za przygodą („Co Tydzień Powieść”, 1939)
- Mecz o kobietę (b.r., wznowiona 2018)
- Porwano kobietę (b.r.), wersja skrócona wydana także jako Zakładniczka w „Co Tydzień Powieść”, kwiecień 1937

### Powieści powojenne drukowane w odcinkach w „Wiadomościach Polskich”, Sydney, Australia
- Maniuś, nie daj się (1954)
- Paszport dyplomatyczny (1954)
- Policja i S-ka (1957)
- Dwa dni strachu (1958)
- No. 15 Berd Street (1959)
- Zielony dach (1963–64)
- Gdzie jest Danka? (1966)
- Kowalski w tarapatach (1967)
- Wet za wet (1968)
- Wabik (1970)
- Detektyw mimo woli (1973)
- Dr Maxwell nie odpowiada (maszynopis 1974, I wydanie książkowe 2015)
- Centrala (1976; tytuł maszynopisu zmieniony w 1989 na Tajemnica złamanej zatoki)
- Pułapka (1976)
- Bywa i tak (1977)